# Entre el amor y el odio
Entre el amor y el odio (no Brasil: No Limite da Paixão) é uma telenovela mexicana produzida por Salvador Mejía Alejandre para a Televisa e exibida pelo Canal de las Estrellas entre 11 de fevereiro e 2 de agosto de 2002, substituindo El manantial e sendo substituída por Las vías del amor.
A trama é baseada em Cadena de odio, uma radionovela de Hilda Morales Allois. Foi adaptada livremente por Liliana Abud e dirigida por Miguel Córcega.
A trama foi protagonizada por Susana González e César Évora e antagonizada por Sabine Moussier, Alberto Estrella, Maritza Olivares, Felicia Mercado e Mauricio Aspe.

## Enredo
Ana Cristina Robles e Otávio Villarreal terão que superar as barreiras da mentira e enfrentar o sentimento que os condena. Cercados pelas más intenções de seus inimigos, os dois terão que superar os problemas um a um até atingirem seu objetivo: ficar juntos independente do passado.
Ana Cristina, uma bela jovem de caráter forte, é protegida do fazendeiro Fernando Villarreal. Após adoecer mortalmente, Fernando recebe a visita de seu sobrinho, Otávio Villarreal, um homem cheio de ressentimentos porque seu tio impediu seu casamento com sua amada, Frida. Fernando morre deixando em testamento sua fábrica de calçados em nome de Otávio e Ana Cristina, sua única família. No entanto, seu testamento inclui uma cláusula especial: os dois devem se casar e viver juntos por um ano antes de decidir o que fazer com a empresa.
Maciel, o capataz das terras dos Villarreal, começa a caluniar a inofensiva Ana Cristina e convence Otávio a procurar Frida. Sem esperar, na convivência cresce um profundo amor entre os dois, sendo vítimas de grande ódio por parte de Maciel e Frida, ex-noiva de Otávio, que fará de tudo para separá-los.

## Elenco
- Susana González - Ana Cristina Robles de Villarreal / Ana Cristina Valença Montenegro de Villarreal
- César Évora - Otávio Villarreal
- Sabine Moussier - Frida Díaz de Villareal
- Alberto Estrella - Maciel Andrade "Napoleão"
- Marga López - Josefa Villareal
- María Sorté - Maria Madalena Ortiz de Moreno / Maria Madalena Ortiz de Andrade
- Luis Roberto Guzmán - Gabriel Moreno Ortiz
- Fabián Robles - José Alfredo Moreno Ortiz
- Enrique Lizalde - Rogério Valença
- Vanessa Guzmán - Juliana Valença Montes
- Carmen Salinas - Célia de Moreno
- Luz Elena González - Fernanda de Moreno
- Felicia Mercado - Lucília Montes
- Maritza Olivares - Caetana Díaz
- Mauricio Aspe - Tobías Mourão
- Víctor Noriega - Paulo Sacristán
- Aldo Monti - Lourenço Ponte
- Silvia Manríquez - Rosália Díaz
- José Ángel García - Rodolfo Moreno
- Ofelia Cano - Rebeca Ortiz
- Radamés de Jesús - Marcelino Peres
- Harry Geithner - Everaldo Castelo
- Joaquín Cordero - Fernando Villarreal
- Oscar Traven - Nicolau Villarreal
- Eduardo Noriega - Moisés Moyano
- Rubén Morales - Padre Jesús de Aragão
- Juan Carlos Casasola - Aldir
- Miguel Córcega - Manuel Robles "Padre Manuel"
- Jacqueline Bracamontes - Leonela Montenegro Robles de Valença
- Ernesto Alonso - Padre Abade
- Pablo Montero - Almas
- Marlene Favela - Cecília Amaral
- José Luis Reséndez - Cesário Amaral
- Juan Carlos Serrán - Vicente Amaral
- Ninón Sevilla - Macarena Nogales
- Elizabeth Aguilar - Mirna Nogales de Amaral
- Jaime Lozano - Dr. Edgar Ramos
- Agustín Arana - Estevão Álvares
- Carlos Amador - Seu Tito Torres
- Alberto Loztin - Rubén Aragão
- Manuel "Loco" Valdés - Adalberto "Rico" Aragão
- Susana Lozano - Glória Aragão
- Sheriff Alarcón - Valdomiro Aragão
- Juan Ignacio Aranda - Fagundes
- Francisco Avendaño - Dr. Maximino Suárez
- Jessica Jurado - Magda de Castelo
- Benjamín Rivero - Ramón
- Aurora Alonso - Prudencia
- Blanca Torres - Enriqueta
- Freddy Ortega - Caco
- Germán Ortega - Kiko
- Claudia Cervantes - Rita
- Arturo Peniche - Fábio Sacristán
- Manuel Benítez - Comandante Almeida
- Andrés Garza - Fernando "Fernandinho"  Villarreal Díaz / Fernando
- Violeta Isfel - Paz
- Patricia Romero - Lucia
- Marcial Casale - Trindade
- Armando Palomo - Liberdade
- Humberto Elizondo - Dr. Ortega
- Roberto Meza - Capanga
- Alejandro Hernández - Capanga
- Alberto Díaz - Arthur
- Fernando Nesme - Oscar
- Rodolfo Reyes - Teodoro
- Vicente Torres - Irmão Loreto
- Gerardo Gallardo - Irmão Eslanislau
- Alex Hernández - João Manuel Villarreal Valencia / João Manuel Andrade Díaz
- Elena Peña - Berenice
- Raúl Ruiz - Tabelião
- Irma Torres - Benita
- Omar Ayala - Sandro "Trator"
- Norma Reyna - Luz
- Roberto Ruy - Seu Abundio
- Shula - Apresentadora
- Gloria Calzada - Apresentadora
- Sofía Tejeda - Mulher Rica
- Gerardo Klein - Homem Rico
- Nestor Leoncio - Homem Rico
- Patricia Rotzinger - Mulher Rica
- Xorge Noble - Praticante de Aborto
- Rossina Martinelli
- Tatiana Martínez
- Darwin Solano
- Andrés de León
- Maria Elena Sandoval
- Arturo Farfán
- Aleida Núñez - Amélia
- Julio Escalero - Monje
- Hiram Vilchez - Recepcionista
- Jean Safont - Psiquiatra
- Jorge Luis Pascual - Rogério Valencia (Jovem)
- Héctor Cruz -  Padre Manuel Robles (Jovem)

## Exibição no Brasil
Foi exibida no Brasil pelo SBT, sob o título No Limite da Paixão, de 28 de julho de 2003 a 26 de janeiro de 2004, em 131 capítulos, substituindo Primeiro Amor...A Mil por Hora e sendo substituída por Menina Amada Minha, às 19h
Foi reprisada pelo SBT entre 22 de maio a 23 de outubro de 2017 em 112 capítulos, às 16:45, substituindo Rubi e sendo substituída por Sortilégio.

## Audiência

### No México
Em sua exibição original, teve média de 26,3 pontos.

### No Brasil
Sempre apresentou índices muito estáveis de audiência, em sua primeira exibição em 2003 iniciou na faixa das 19h com 9 pontos de média, depois trocada para as 18h30 manteve se nos 7 pontos, e mais tarde iniciando as 18h caiu para 6 pontos. Mesmo com as constantes trocas de horário, foi bem sucedida, fechando com 8 pontos de média geral, chegando a picos de 13 no complicadíssimo horário das 18h.
Em sua reprise em 2017, o seu primeiro capítulo exibido no dia 22 de maio marcou 6,2 pontos. Mas, a partir do seu segundo capítulo, a telenovela registrou 5,8 pontos, sofrendo uma queda de 4 décimos em relação ao dia anterior. No dia 7 de junho, a telenovela bateu sua menor média cravando apenas 4,7 pontos. Desde então a telenovela se manteve nos 5 pontos na faixa, índice considerado mediano para o horário. No dia 8 de agosto, a telenovela registrou 6 pontos de audiência, repetindo o índice da sua estreia. Já no dia 16 de outubro de 2017 alcançou a sua melhor média cravando 6,6 pontos, sendo impulsionada pela estreia da reprise de Sortilégio.
O Último capítulo garantiu média de 7 pontos, sendo essa a maior audiência de toda a sua reprise. Teve média geral de 5,4 pontos, índice considerado médio para o horário.

## Exibição internacional
BTV
 América Televisión
 Megavisión (2002-2003, 2006)
 La Red (2010)
 Univision
 Telefutura
 Repretel
 SBT (2003-2004, 2017)
 TLN Network
 TLN Network
 RCN Televisión
 Gama TV
 Telefuturo
 Canal 9 (2004) (com reprise em 2007)
 TLNovelas (2006-2007)
 Venevisión
 TVN
 A1
 Telemicro
 Acasa TV
 Markíza TV Doma
 Red UNO

## Prêmios e nomeações

### Prêmios TVyNovelas de 2002
| Categoria                    | Pessoa           | Resultado |
| ---------------------------- | ---------------- | --------- |
| Melhor ator protagonista     | César Évora      | Indicado  |
| Melhor ator antagonista      | Alberto Estrella | Indicado  |
| Melhor atriz co-protagonista | Carmen Salinas   | Indicado  |
| Melhor revelação feminina    | Susana González  | Venceu    |

### Prêmios INTE 2003
| Categoria         | Trabalho nomeado | Resultado |
| ----------------- | ---------------- | --------- |
| Telenovela do ano | Salvador Mejía   | Indicado  |
| Ator do ano       | César Évora      | Indicado  |
| Ator coadjuvante  | Alberto Estrella | Indicado  |
| Atriz coadjuvante | María Sorté      | Indicado  |